# Naszódy Sándor
Naszódy Sándor (Budapest, Ferencváros, 1914. július 14. – Carpinteria, Santa Barbara, Kalifornia, 1996. május 27.) színész.

## Életútja
Naszódi Sándor (1889–1917) géplakatos és Somogyi Jozefa Margit fia. Apja az első világháborúban életét vesztette. 1940-ben diplomázott a Színművészeti Akadémián. 1944-ig a Nemzeti Színház tagja volt. Drámában és operettekben is nagy sikerrel szerepelt. 1945-ben két évre eltiltotta az igazolóbizottság, ezt követően kivándorolt Amerikába. 1953-tól 1957-ig Sir Tyrone Guthrie, a kanadai Stratfordban (Ontario) szervezett Shakespeare-fesztiválok irányítójának asszisztense és koreográfusa volt. Ezután angol és amerikai színészek továbbképzésében vett részt. Kaliforniában magyar nyelvű operettekben láthatta a közönség. Az 1970-es és 1980-as években amerikai filmekben és sorozatokban orosz figurákat formált meg. Sírja Kaliforniában található.

## Fontosabb színházi szerepei
- Bükky Ferkó (Gyallay Pap Domokos: Külön nóta)
- Petru (Rákosi Viktor: Elnémult harangok)
- János (Tamási Áron: Csalóka szivárvány)
- Csete János főjegyző (Molter Károly: Örökmozgó)
- Báró Tarpataky (Zerkovitz Béla: Csókos asszony)
- Berreh (Vörösmarty Mihály: Csongor és Tünde)
- Sándor (Eisemann Mihály: Egy csók és más semmi)

## Filmszerepei
- A leányvári boszorkány (1938) – diák
- Magyar feltámadás (1938-39) – politikai fogoly
- A miniszter barátja (1939) – újságárus
- Erzsébet királyné (1940) – csendőr
- Igen vagy nem? (1940) – biciklis fiatalember
- Zárt tárgyalás (1940) – Gazsika, pletykáló fiatalember
- Európa nem válaszol (1941) – zenész
- Háry János (1941) – fiatalember a kocsmában
- Premier a Nemzetiben (1941, rövid)
- Behajtani tilos! (1941-42) – autóbuszsofőr
- Dr. Kovács István (1942) – diák
- Kadettszerelem (1942) – Ajthay akadémikus
- Enyém vagy! (1942) – Tóni, Józsa udvarlója
- Üzenet a Volga-partról (1942) – Szittya Péter
- Késő (1943) – műtőssegéd
- Tengerparti randevú (1943, magyar-bolgár) – Salamon Pista
- A látszat csal (1943)